# Ибн Сина
Абу Али ел Хусеин ибн Сина (латинизовано: Авицена; 980 — 1037) је био водећи персијски исламски филозоф и свестрани научник. Бавио се, између осталог, и медицином, алхемијом, астрономијом, психологијом, етиком, политиком, теологијом, метафизиком, физиком, логиком, математиком и поезијом. Он је био описан као отац ране модерне медицине. Од око 450 радова за које се зна да је написао, око 240 је сачувано, укључујући 150 о филозофији и 40 о медицини.
Авиценизам, Авиценина филозофија која представља неоплатонистичку верзију аристотелизма, је мисаона струја за коју се сматра даје извршила огроман утицај на тринаестовековну схоластику.

## Биографија
Ибн Сина је рођен у близини Бухаре, која је у то време била престоница персијске династије Саманида. Његов отац Абдулах је био уважени исмаилитиски учењак. Стекао је образовање из области права, књижевности, логике, математике, разних наука и метафизике. Као чудо од детета, до своје шеснаесте године је већ важио за лекара од угледа. До своје осамнаесте године је овладао свим тада познатим наукама.
Крај династије Саманида за њега је означио почетак бројних лутања и приклањања разним дворовима. Пред крај живота се бавио и астрономским истраживањима. Последње године живота провео је у Исфахану као дворски лекар, где је и умро.

## Учење
Своју филозофију Авицена је већим делом темељио на аристотелизму и неоплатонизму, који је покушавао да споји са исламским верским представама. Иако је четрдесет пута прочитао Аристотелову Метафизику, тврдио је, тек након што је прочитао Ал-Фарабијево дело „О метафизичким објектима“, да је успео да је коначно схвати.
Ибн Сина је заступао метафизичко учење (дахрија) према којем процес светског збивања нема почетка ни краја у времену, већ је нека врста еманације. Свет је за Авицену вечан и ни од кога створен, али је условљен вечним богом који постоји изван времена. Према Авицени „дахр“ је непролазни тренутак у којем се распростире Божја присутност, тј. оно што је похрањено у унутрашњости времена и што у себи садржи непрекидно трајање (та'рифат). Корен дахр означава трајност за разлику од пролазности времена (заман). У том смислу се у неоплатонистичкој филозофији ова два термина разрађују као дијалектичка супротност.
У проблему универзалија, Абу-Али ибн Сина је умерени реалиста: за њега општи појмови постоје пре ствари, у стварима и иза ствари (лат. ante res, in rebus i post res). Тако божански ум претходи стварима, док људски ум долази после њих. Он тврди да је принцип појединачности материја, а принцип општости ум. Стога сматра да је истинска спознаја немогућа без космичког ума, који је јединствен код свих људи. Човекова је душа бесмртна, али не у физичком, већ само у духовном смислу.
Један од Авицениних аргумената који говори о природи душе постулира одраслог човека који изненада ступа у постојање, лебдећи у празном простору, прекривених очију и раздвојених удова. Овај „летећи човек“ не би располагао никаквим чулима, али би свеједно био свестан свог бивствовања. Сматра се да овај аргумент антиципира Декартов cogito ergo sum. Авицена је веровао да биће представља акцидент есенције и да контингентна бића захтевају нужне узроке који ће подржати њихово постојање. Ову верзију космолошког аргумента је прихватио Тома Аквински.

## Дела
Написао је између стотину и две стотине дела о разним темама, највећим делом на арапском, али такође и на персијском језику. Сачувано је више од стотину његових списа: о филозофији, науци, религији, лингвистици и књижевности.
- „Велика филозофска енциклопедија“, Авиценино капитално дело, подељена је на логику, физику, математику и метафизику. По наређењу халифа спаљена је 1160. у Багдаду.[14]
- „Исцељење“, филозофско дело са којим се средњовековна западна филозофија упознала путем Ал-Газалијевог резимеа, као и превода на латински.
- „Канон медицине“, чувено Авиценино дело које је неколико векова служило лекарима Истока и Запада.

## Ибн Синини савременици и наследници
- Бахманијар ибн Марзбан Азербејџани ( умро 1066), Ибн Синин најистакнутији ученик персијског порекла.

Бахманијарово познато дело Ат-Тахсил, уз Ибн Синина дела Неџат и Шифа, користило се као уџбеник у XI и XII веку.
- Ибн Зејла Исфахани је био један од Ибн Сининих ученика. Умро је 1048. године.
- Абу Убејд Џузџани (умро 1046. у Хамедану), следећи Ибн Синин ученик, више је познат по својој блискости Ибн Сини и по томе што је управо он пренео учитељеву аутобиографију, него због научних резултата које је оставио за собом. Историчари исламске филозофије констатују да је Џузџани више био Ибн Синин следбеник него његов ученик.[16]